# Niederstinzel
Niederstinzel là một xã trong vùng Grand Est, thuộc tỉnh Moselle, quận Sarrebourg, tổng Fénétrange. Tọa độ địa lý của xã là 48° 51' vĩ độ bắc, 07° 01' kinh độ đông. Niederstinzel nằm trên độ cao trung bình là 240 mét trên mực nước biển, có điểm thấp nhất là 222 mét và điểm cao nhất là 286 mét. Xã có diện tích 12,96 km², dân số vào thời điểm 1999 là 243 người; mật độ dân số là 18 người/km².

## Thông tin nhân khẩu
| 1962 | 1968 | 1975 | 1982 | 1990 | 1999 |
| ---- | ---- | ---- | ---- | ---- | ---- |
| 334  | 334  | 316  | 287  | 253  | 243  |

## Nhân vật nổi tiếng
- Georges Imbert, nhà phát minh